# Фізико-технічний факультет Харківського національного університету
50°05′39″ пн. ш. 36°15′44″ сх. д. / 50.09417° пн. ш. 36.26222° сх. д.
Фізико-технічний факультет Харківського національного університету (також фізтех, ФТФ) — один з чотирьох факультетів ХНУ імені В. Н. Каразіна фізичного профілю, що спеціалізується в галузях ядерної фізики, фізики плазми, матеріалознавства та медичної фізики. Відмінними рисами факультету є тісний зв'язок з Харківським фізико-технічним інститутом і фундаментальна теоретична підготовка в стилі школи Ландау, до якої належать багато викладачів факультету.
Фізико-технічний факультет був створений у 1962 році на базі відділення ядерної фізики фізико-математичного факультету. Саме відділення ядерної фізики існувало з 1946 року, а деякі кафедри, що увійшли до складу факультету — з 1930-х років. У 1969 році факультет переїхав в окремий корпус у П'ятихатках, щоб бути ближче до Харківського фізико-технічного інституту.

## Особливості викладання
На 1-3 курсах освіту на факультеті спрямовано на те, щоб дати студентам загальнофізичну та математичну підготовку. У 1-4 семестрах студенти слухають лекції із загальної фізики (механіка, теплота, електрика й оптика), на 5-6 семестрах - лекції з атомної та ядерної фізики. Програма цих предметів близька до підручників Сивухіна та Савельєва. У 1-5 семестрах читається ряд математичних дисциплін: математичний аналіз, аналітична геометрія, вища алгебра, теорія функцій комплексної змінної, рівняння математичної фізики, теорія ймовірностей, методи наближених обчислень. Загальнофізичні й математичні курси супроводжуються практичними заняттями й об'ємними домашніми завданнями. У 4-8 семестрах читається ряд курсів з теоретичної фізики, заснованих на курсі теоретичної фізики Ландау та Ліфшиця: теоретична механіка, електродинаміка, квантова механіка, механіка суцільних середовищ, термодинаміка, статистична фізика.
Після 6-го семестру відбувається розподіл студентів по кафедрах на конкурсних засадах. На факультеті працюють 4 кафедри:
- Кафедра теоретичної ядерної фізики та вищої математики ім. О. І. Ахієзера
- Кафедра ядерної та медичної фізики
- Кафедра прикладної фізики та фізики плазми
- Кафедра матеріалів реакторобудування та фізичних технологій

Після розподілу в розкладі студентів з'являються спецкурси, що відповідають спеціалізаціям кафедр.
У 6-7 семестрах студент пише бакалаврську дипломну роботу за допомогою наукового керівника, обраного самим студентом або призначеного завідувачем кафедрою.
На 5 курсі в навчальній програмі переважають спецкурси по кафедрах, а 6 курс цілком присвячений написанню магістерських дипломних робіт.
Всього навчання на факультеті складається з 4 років бакалаврату та 2 років магістратури.

## Досягнення
Команди факультету щорічно займають призові місця на Всеукраїнському студентському турнірі фізиків, випереджаючи за кількістю перемог все інші факультети України. Тричі студенти фізико-технічного факультету ставали чемпіонами на Міжнародному турнірі фізиків, у 2011, 2015 і 2017 роках.

## Наукова робота
На фізико-технічному факультеті проводиться активна наукова робота в таких галузях фізики, як фізика плазми, ядерна фізика, фізика елементарних частинок, фізика твердого тіла, фізика тонких плівок і покриттів, медична фізика. 
Факультет видає Східно-європейський фізичний журнал.

## Міжнародна співпраця
На факультеті читають лекції запрошені професори та викладачі з інших країн, зокрема, з Інституту фізики плазми (Прага).
Студенти факультету в 2019 році брали участь у проведенні експериментів на токамаці GOLEM (Празький технічний університет) через механізм онлайн-управління з Харкова.

## Декани
- Залюбовський Ілля Іванович (1962—1964)
- Мілютин Георгій Анатолійович (1964—1978)
- Блінкін Анатолій Митрофанович (1978—1981)
- Муратов Володимир Іванович (1981—1986)
- Фареник Володимир Іванович (1986—1987)
- Лапшин Володимир Ілліч (1987—1996)
- Азарєнков Микола Олексійович (1996—2005)
- Гірка Ігор Олександрович (з 2005)[7]